# Estadio General Pablo Rojas
El Estadio General Pablo Rojas, denominado comercialmente como Ueno La Nueva Olla (estilizado como ueno La Nueva Olla), es un recinto deportivo propiedad del Club Cerro Porteño, ubicado en la ciudad de Asunción, Paraguay. Situado en la intersección de la avenida Acuña de Figueroa y la calle Parapití, en el barrio Obrero, fue inaugurado el 24 de mayo de 1970 con un partido entre Cerro Porteño y Silvio Pettirossi por el Campeonato Paraguayo de Fútbol, que finalizó 2–1 a favor del equipo local.
Originalmente inaugurado con el nombre de Adriano Irala, fue rebautizado como «General Pablo Rojas» en 1975, en honor al expresidente de Cerro Porteño, quien lideró el club durante 14 años y desempeñó un papel fundamental en el desarrollo de las instalaciones de la institución. Popularmente es conocido como «La Olla» y sus variantes, como «La Olla Azulgrana» o «La Nueva Olla», este último nombre surgió tras su inauguración el 19 de agosto de 2017.
Con un aforo de 45 000 espectadores, es el recinto deportivo con mayor capacidad en el país y lo sitúa en el 46.º lugar con mayor capacidad en América. Se observa una divergencia en cuanto a la cifra precisa de los gastos asociados a su remodelación en 2017. Fue elegido como el «Mejor Estadio del Mundo 2017» en la categoría de remodelados, según la votación pública realizada por StadiumDB.
A lo largo de su historia, el estadio ha albergado diversos eventos internacionales de relevancia, incluyendo un partido de la Copa América 1999 y la primera final a partido único de la Copa Sudamericana, disputada el 9 de diciembre de 2019, en la que Independiente del Valle derrotó 3–1 a Colón. Posteriormente, fue sede de la final de la Copa Sudamericana 2024, en la que Racing Club se impuso 3–1 ante Cruzeiro.

## Historia

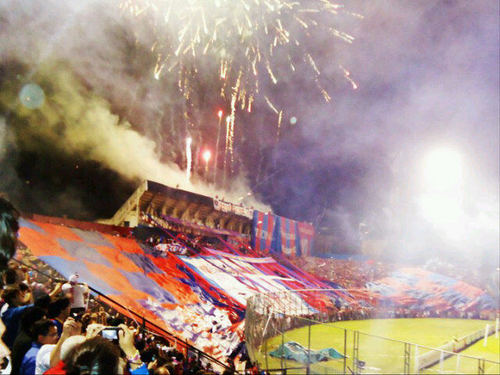
La afición de Cerro Porteño en la zona norte del estadio, durante la celebración de un partido correspondiente a la Copa Libertadores 2012 en el antiguo estadio.

### Antiguos predios
El Club Cerro Porteño tuvo sus primeras sedes y lugares de actividad deportiva en los alrededores de la zona de la Capilla San Juan en la ciudad de Asunción. Alrededor de 1924, el club arrendó un terreno municipal ubicado en Tercera Proyectada y Tacuary, donde actualmente se encuentra el santuario nacional de la Virgen del Perpetuo Socorro. Esta cancha se inauguró el 1 de julio de 1927.
Más tarde, Cerro Porteño, al igual que otros clubes de la capital, utilizó el campo de la Quinta Escobar. Sin embargo, el 27 de septiembre de 1936, gracias a los esfuerzos económicos de la directiva, se inauguró el Estadio Adriano Irala, en honor a uno de los presidentes más queridos del club. El partido de inauguración se celebró contra el Club Olimpia, y el puntapié inicial fue realizado por el hijo del expresidente del club, Adriano Irala Burgos.
La construcción de este estadio involucró a numerosos prisioneros bolivianos como resultado de la guerra del Chaco, que también resultó en la suspensión de los torneos de la LPF. Este estadio fue el primero en el país en contar con un sistema de iluminación permanente. En 1951, se realizaron nuevas obras, como la construcción de gradas de cemento en el sector sur y un túnel, entre otras mejoras. Posteriormente, se disputó un partido entre Cerro Porteño y el Club Libertad que terminó en empate 2-2.

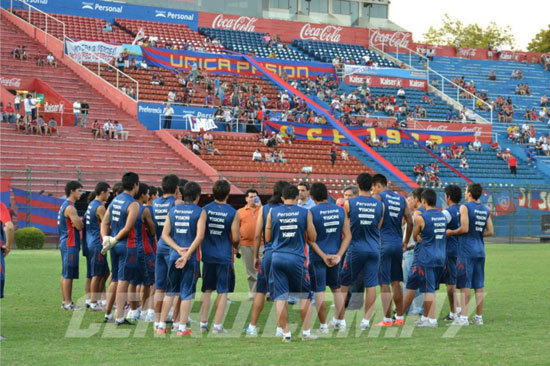
Preferencias de la antigua Olla Azulgrana.

Afectuosamente, este antiguo estadio era comúnmente conocido como "La Ollita". Esto se debía a que, hasta 2015, este campo de fútbol situado junto a la Avenida Quinta conservaba una estructura renovada y moderna utilizada para las actividades de las divisiones juveniles del club. Su nombre, "La Ollita", se originó debido a su tamaño más reducido en comparación con la infraestructura deportiva actual.

### Proyecto de La Olla "cerrada"

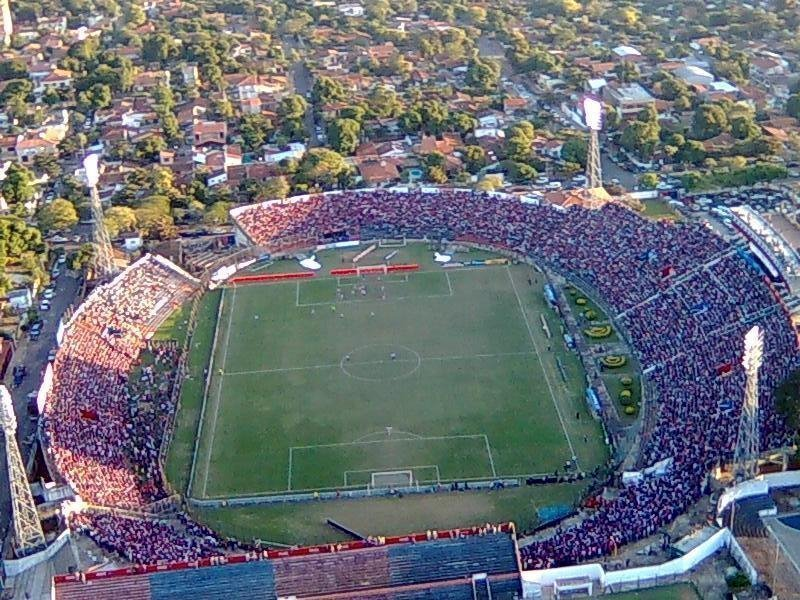
La Olla en un partido ante Libertad en el año 2009, antes de terminarse la circunferencia del estadio.

Durante un extenso período de tiempo, varias comisiones directivas y seguidores apasionados del club compartieron la firme intención de completar la estructura arquitectónica del estadio, con el objetivo de cerrar por completo la circunferencia de la instalación deportiva. Sin embargo, para lograr este propósito, era necesario ampliar las propiedades del club. Esto se debía a que, previamente, la ubicación de la nueva grada estaba ocupada por una casa cuyos propietarios se mostraban inflexibles en cuanto a ceder sus terrenos, a pesar de las diversas ofertas realizadas por los dirigentes del club.

#### Platea Ing. Juan H. Pettengill
Finalmente, después de muchas generaciones compartiendo el mismo sueño y la misma idea, y tras una persistente insistencia y ofrecimientos económicos, la comisión directiva presidida por Luis Alberto Pettengill logró persuadir a los propietarios y adquirir el terreno en disputa. Posteriormente, Pettengill ofreció la construcción de la nueva grada como una donación de la familia Pettengill Vacca en homenaje a su difunto padre, quien también había sido presidente del club a principios de la década de 1980 y uno de los visionarios detrás de este proyecto.
El 15 de diciembre de 2009, se llevó a cabo la inauguración de la nueva grada en el sector sureste, que da a las calles 9.ª Proyectada y Parapití, y se denominó "Platea Ing. Juan H. Pettengill". La ceremonia contó con la presencia de actuales y exdirectivos del club, destacándose la presencia de Luis Pettengill y el recién elegido presidente, Juan José Zapag. También asistieron representantes de la Asociación Paraguaya de Fútbol (APF), como el presidente Juan Ángel Napout, el vicepresidente Alejandro Domínguez y otros invitados especiales.
Durante la inauguración, la madre del presidente saliente, Virginia Vacca viuda de Pettengill, dirigió unas palabras. Posteriormente, las obras fueron bendecidas por el padre Rafael Tanasio, y Napout ofreció unas palabras en su calidad de expresidente del club.
La nueva grada tiene una capacidad total para 910 espectadores y cuenta con un palco preferencial para 10 directivos de los equipos visitantes.

### Pantalla led
Desde el 26 de febrero de 2014, el estadio cuenta con una pantalla led HD de 8×4 m, convirtiéndose así en el primer estadio del país en incorporar este elemento tecnológico. La pantalla se instaló en el sector de las graderías sur y se utilizó por primera vez en un partido de la fase de grupos de la Copa Libertadores, en el enfrentamiento contra el Club Atlético Lanús argentino. Tras su remodelación en 2017, el estadio incorporó una nueva pantalla led HD de 16×9 m, que se encuentra ubicada en la gradería novena alta.

### Ampliación

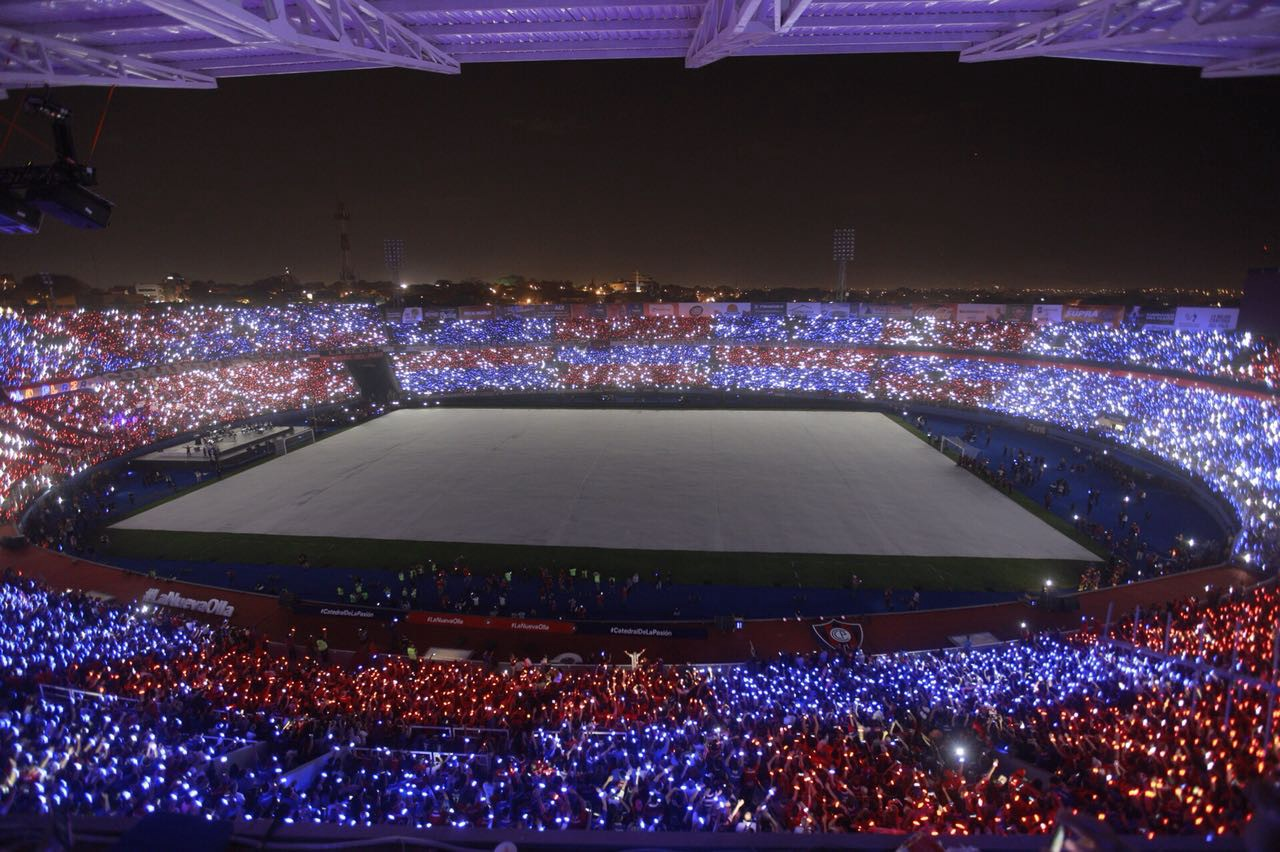
Inauguración de La Nueva Olla, 19 de agosto de 2017.

El 18 de junio de 2015, se llevó a cabo la ceremonia de inicio de la construcción de la Nueva Olla, un proyecto destinado a la expansión del estadio con el propósito de elevar su capacidad de asientos a 37 000 espectadores. Esta ceremonia inaugural fue presidida por el exmandatario de Cerro Porteño, Juan José Zapag. Los trabajos implicaron la demolición del antiguo Estadio Adriano Irala, seguido por la erección de una nueva bandeja superior en la sección de gradas norte. Además, se efectuaron ajustes en la altura del campo de juego para una utilización más eficiente del espacio y se construyeron modernos palcos. El costo total de estas mejoras osciló entre USD 5 y 6 millones, financiado en su totalidad por la venta de 80 palcos.
El 29 de julio de 2016, se anunció la continuación de las obras, con la adición de bandejas superiores en las secciones de plateas y graderías sur. El presidente en ese momento, Juan José Zapag, reveló que la capacidad definitiva del estadio se incrementaría a 45 000 espectadores.
La reinauguración oficial de La Nueva Olla tuvo lugar el 19 de agosto de 2017, marcada por una ceremonia inaugural seguida de un partido amistoso contra el equipo argentino, Boca Juniors, en el cual Cerro Porteño fue derrotado 2-1. El evento también presentó la participación de varios artistas invitados para ofrecer un espectáculo a los seguidores de Cerro Porteño, tanto socios como no socios.
El primer encuentro oficial a nivel continental en este renovado estadio ocurrió el 12 de septiembre de 2017, en los octavos de final de Copa Conmebol Sudamericana, el cual concluyó con un empate sin goles contra el equipo colombiano Junior de Barranquilla.

### La Nueva Olla

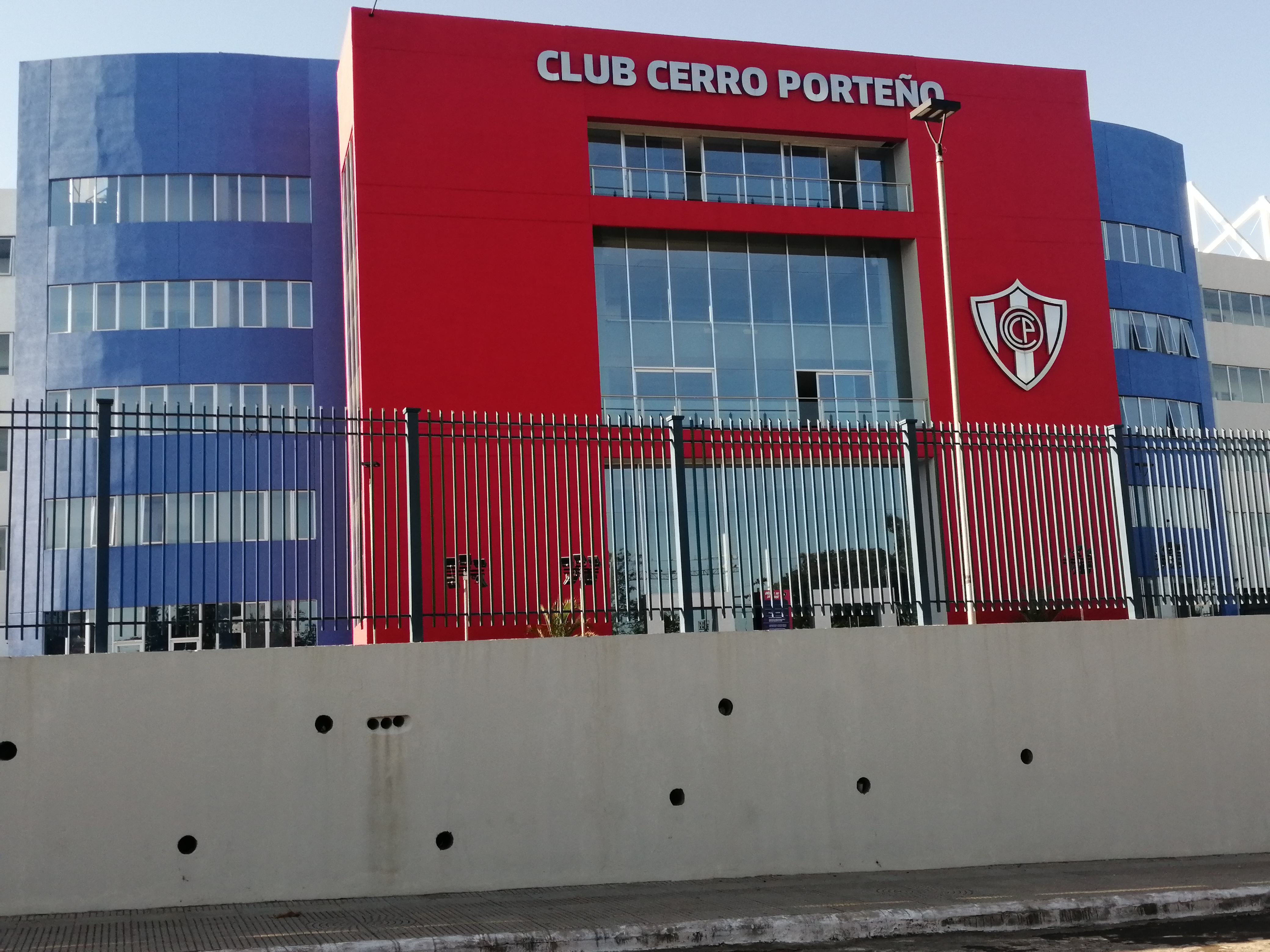
Vista exterior del Estadio General Pablo Rojas en 2020.

El nuevo estadio del Club Cerro Porteño cuenta con 80 palcos superiores para 9 personas cada uno y 13 palcos a nivel de cancha con capacidad para 18 personas cada uno.
Cada una de las 4 torres de iluminación tiene 32 reflectores Phillips que son dirigidos y calibrados con láser, que entregan una capacidad lumínica de 1200 luxes.
Además cuenta con 45 000 butacas divididas en los siguientes sectores:
- Gradería Norte Baja
- Gradería Norte Alta
- Gradería Novena Baja
- Gradería Novena Alta
- Platea Baja
- Platea Alta
- Platea Visitante Alta
- Platea "Pettengill" Baja
- Preferencia lateral Norte
- Preferencia lateral Sur
- Preferencia central (VIP)

## Eventos importantes

### Copa América 1999

#### Primera Fase - Grupo C
| 1 de julio de 1999 | Uruguay | 0:1 (0:1) | Colombia   | Estadio General Pablo Rojas, Asunción                       |                                                             |
|                    |         |           | Bonilla 6' | Asistencia: 28 000 espectadores Árbitro(s): Wilson de Souza | Asistencia: 28 000 espectadores Árbitro(s): Wilson de Souza |

### Final de la Copa Sudamericana 2019
| 9 de noviembre de 2019, 17:30 (UTC-3)                                                                            | Independiente del Valle               | 3:1 (2:0) | Colón       | Estadio General Pablo Rojas, Asunción                                           |                                                                                 |
| | León 24' · Sánchez 41' · Dájome 90+5' | Reporte   | Olivera 88' | Asistencia: 44 828 espectadores Árbitro(s): Raphael Claus VAR: Daniel Fedorczuk | Asistencia: 44 828 espectadores Árbitro(s): Raphael Claus VAR: Daniel Fedorczuk |
| El partido se suspendió a los 30 minutos del primer tiempo debido a la intensa lluvia que cayó sobre el estadio. |                                       |           |             |                                                                                 |                                                                                 |

### Final de la Copa Sudamericana 2024
| 23 de noviembre de 2024, 17:00 (UTC-3) | Racing Club                                         | 3:1 (2:0) | Cruzeiro       | Estadio General Pablo Rojas, Asunción                                             |                                                                                   |
|                                        | Martirena 15' · A. Martínez 20' · R. Martínez 90+5' | Reporte   | Kaio Jorge 52' | Asistencia: 43 828 espectadores Árbitro(s): Esteban Ostojich VAR: Leodán González | Asistencia: 43 828 espectadores Árbitro(s): Esteban Ostojich VAR: Leodán González |

## Conciertos
| Año  | Fecha           | Artista             | Gira                                |
| ---- | --------------- | ------------------- | ----------------------------------- |
| 2019 | 16 de marzo     | Daddy Yankee        | Con Calma                           |
| 2019 | 10 de octubre   | Black Eyed Peas     | The Masters of the Sun              |
| 2022 | 22 de octubre   | Marco Antonio Solís | Qué ganas de verte!                 |
| 2022 | 11 de noviembre | Bad Bunny           | World's Hottest Tour                |
| 2024 | 16 de febrero   | Maná                | México lindo y querido Tour         |
| 2024 | 20 de marzo     | Luis Miguel         | Luis Miguel Tour 2023–24            |
| 2024 | 2 de mayo       | Karol G             | Mañana Será Bonito Tour             |
| 2025 | 28 de noviembre | Shakira             | Las mujeres ya no lloran World Tour |